# Blabak (Kandat)
Blabak is een bestuurslaag in het regentschap Kediri van de provincie Oost-Java, Indonesië. Blabak telt 7050 inwoners (volkstelling 2010).